# Rancho de Warner
El Warner's Ranch  es un rancho histórico ubicado en Warner Springs, California. El Warner's Ranch se encuentra inscrito como un Hito Histórico Nacional en el Registro Nacional de Lugares Históricos desde el 15 de octubre de 1966. 

## Ubicación
El Warner's Ranch se encuentra dentro del condado de San Diego en las coordenadas 33°14′19″N 116°39′03″O / 33.238611, -116.650833.